# Кузнецов, Ян Дмитриевич
Ян Дмитриевич Кузнецов (род. 9 марта 2002, Мурманск) — российский хоккеист, защитник.

## Биография
В четыре года начинал заниматься в Мурманске фигурным катанием, в хоккее первые тренеры Эдуард Петухов, Сергей Седашев. В десять лет с матерью и шестимесячной сестрой уехал в Рязань, где играл полтора года, затем переехал в Санкт-Петербург, стал заниматься в команде «Варяги» (посёлок имени Морозова). В 15 лет перешёл в ЦСКА.
В 2018 году уехал в США, сезон 2018/19 провёл в команде USHL «Су-Фоллз Стэмпид», в составе которой выиграл Кубок Кларка. В сезонах 2019/20 — 2020/21 играл за команду Университета Коннектикута (NCAA), в котором обучался. В конце сезона 2020/21 — начале следующего сезона выступал за команду Стоктон Хит из AHL. Остаток сезона 2021/22 провёл в «Сент-Джон Си Догз» (QMJHL), с которым выиграл Мемориальный кубок.
На драфте НХЛ 2020 года был выбран в 2-м раунде под общим 50-м номером клубом «Калгари Флеймз», стал играть за фарм-клуб «Калгари Рэнглерс» в AHL. 9 января 2024 года дебютировал в НХЛ.